# Погодін Михайло Петрович
Миха́йло Петро́вич Пого́дін  (рос. Михаил Петрович Погодин; 11 (23) листопада 1800 — 8 (20) грудня 1875) — російський історик, письменник і журналіст, професор Московського університету, академік Петербурзької АН (з 1841).
Один з ідеологів теорії російської «офіційної народності».

## Життєпис
Син кріпака, що був відпущений на волю 1808 року. В 1821 закінчив Московський університет. У 1825 захистив магістерську дисертацію «Про походження Русі». Виступаючи з позицій норманської теорії, заперечував положення про автохтонність слов'янського походження Київської Русі.
«Науково» розвинув та обґрунтував концепцію «офіційної народності»
У 1826-44 професор Московського університету.
В 1827-30 видавав журнал «Московський Вістник», у 1841-56 разом з С. Шевирьовим — «Москвітянін». У своїх працях висунув ряд помилкових тверджень з історії України. Автор шовіністичної «теорії» («Теорія Погодіна — Соболевського»), за якою до татарської навали Подніпров'я було заселене великоросами, а українці вийшли з Карпат і поселилися над Дніпром лише у XVI столітті. Те, що у Подніпров'ї за часів Київської Русі жили предки росіян, а не українців, Погодін аргументував, між іншим, тим, що у Росії збереглися билини, а в Україні їх не було.
На думку Погодіна, українські козаки були окремим племенем-сумішшю слов'янських елементів з тюркськими. Погодін заперечував факт існування українського народу. У дискусії, яка розгорнулася навколо поглядів Погодіна, українські історики та філологи (М. Максимович, В. Антонович, М. Грушевський, О. Котляревський, П. Житецький, А. Кримський) переконливо довели їх безпідставність і ненауковість. 
Погодін став також духовним батьком галицького москвофільства. Після відвідин Погодіним Львова в 1835 і 1838—1840 під його ідейним впливом і фінансовою допомогою виник гурток прихильників етнічної і мовної єдності Галицької Русі з Російською імперією, відомий під назвою «Погодинская колония».
В 1860-х рр. Погодін виступив одним з ідеологів російського панславізму — ідеї створення могутнього російського царства, яке мало об'єднати всіх слов'ян.